# جريبيعات
جريبيعات أو بئر جريبيعات أو جريبيعات الطوال منطقة عراقية، في ناحية بصية بقضاء السلمان بمحافظة المثنى بجنوب العراق، متاخمة للحدود السعودية وكانت جريبيعيات أولاً ضمن إقليم لواء المنتفق بالعراق العثماني. قال عبد الجبار الراوي في كتابه (البادية) إن جريبيعات "حسيّان عذبة المياه وفيها آبار كثيرة، تقع جنوب غرب الرخيمية"، وذكرت سالار علي في كتابها (منطقة الحياد العراقية السعودية) أن بئر جريبيعات محفورة بصورة آلية.

## الطرق
يتوجّه السائر من بصية إلى ظهر الحنية في طريق سهل ممزوج بالرمل موازٍ لطريق الرخيمية مِن الجانب الأيسر ثم من ظهر الحنية إلى جو لبن ثم إلى جريبيعات ثم إلى طوي الحشاش ثم خباري المخزم ثم تل جريشان في وسط وادي الباطن ثم من جريشان إلى هليبة.